# 铯钟
铯钟，又叫原子铯钟，是一种使用铯的精密的计时仪器。其发明者是美国人N·F·拉姆齐（Norman Foster Ramsey），他也因发明原子铯钟以及提出氢微波激射技术获得了1989年的诺贝尔物理学奖。
1963年13届国际计量大会决定：铯原子Cs133基态的两个超精细能级间跃迁辐射震荡9192631770周所持续的时间为1秒。此定义一直延用至今。
早期的铯原子钟为磁选态原子钟，即依据能级不同的原子的磁矩不同及不同磁矩的原子在磁场中所受力不同来选择处于不同能级的铯原子。
```
 运动方程 a=μ∇H/m, a为铯原子的加速度，H表示磁场强度，∇H为磁场梯度，m为铯原子质量。
```